# Begin Again (filme)
Begin Again (Brasil: Mesmo se Nada Der Certo / Portugal: Num Outro Tom) é um filme norte-americano de 2014, dos gêneros comédia, drama, musical, escrito e dirigido por John Carney. Foi estrelado por Keira Knightley ao lado de Mark Ruffalo e Adam Levine em sua estreia como ator. Knightley interpreta uma cantora e compositora que é descoberta por um executivo de gravadora (Ruffalo), e colabora com ele para produzir um álbum gravado em locais públicos em toda a cidade de Nova Iorque.
Depois do sucesso de seu filme musical de 2007, Once, Carney escreveu o roteiro de Begin Again em 2010 e chamou Gregg Alexander para compor a maioria das músicas do filme. Com um orçamento de US $ 8 milhões, a produção começou em julho de 2012, com as filmagens ocorrendo em vários locais ao redor de Nova Iorque. O filme estreou em setembro de 2013, no Toronto International Film Festival, e foi lançado mundialmente nos cinemas em junho de 2014, em conjunto com o lançamento da trilha sonora. A obra arrecadou 47 milhões de dólares na bilheteria internacional e recebeu críticas positivas dos críticos.

## Sinopse
Uma cantora inglesa (Keira Knightley) se muda para Nova Iorque com seu namorado americano por causa de uma oportunidade na carreira dele. Ela acaba descobrindo uma traição e decide terminar o relacionamento. Em plena crise, seu amigo a convence a cantar em um bar, onde é descoberta por um produtor de discos famoso que atualmente é um fracassado (Mark Ruffalo), certo de que ela pode se tornar uma estrela.

## Enredo
Dan Mulligan (Mark Ruffalo) é um executivo de gravadora que vive em Nova York, afastado de sua esposa Miriam (Catherine Keener) e lutando para manter-se com a indústria da música. Depois de ser demitido de seu emprego, vai beber no East Village, onde ele encontra Gretta James (Keira Knightley), uma jovem e independente compositora, que acaba de separar-se de namorado de longa data e parceiro de composição, Dave Kohl (Adam Levine), um músico de sucesso que teve um caso com uma de suas produtoras. Cativado pela música de Gretta, Dan se oferece para gravar com ela em sua ex-gravadora.
Dan e Gretta reúnem-se com Saul (Mos Def), parceiro de negócios de Dan e co-fundador de sua gravadora, mas ele não vê o mesmo potencial em Gretta. Implacável, Dan propõe que ele e Gretta produzam seu próprio álbum em conjunto, a ser gravado ao vivo durante o verão em vários locais públicos ao redor de Nova Iorque. Recrutam uma equipe de talentosos músicos, incluindo o melhor amigo de Gretta, Steve (James Corden). Dan se propõe a fazer um álbum digno de ser publicado. Durante este tempo, Dan e Gretta criam um vínculo pessoal  profissional. Gretta ajuda Dan a se aproximar da filha (Hailee Steinfeld), uma guitarrista principiante. Quando o álbum está terminado, Dan e Gretta encontram-se novamente com Saul. Ele se impressiona com as músicas e Gretta exige que Saul dê a Dan seu emprego de volta. Eles não chegam a um acordo, mas Dan está confiante de que Saul assinará com Gretta.
Quando Gretta vê Dave aceitar um prêmio na televisão, ela o critica por se vender para a indústria da música, e ela expressa seu descontentamento com uma música, que envia a ele pelo correio eletrônico. Dave retorna a sua chamada e pede para vê-la. Após algumas considerações, ela decide se encontrar com ele e um critica o álbum do outro. No entanto, Gretta se sente traída, pois uma de suas canções (Lost Stars) fora mudada completamente para agradar ao público. Ela diz que o verdadeiro significado da canção foi perdido. No entanto, Dave convida-a para ouvi-lo tocar a música no Teatro Gramercy naquele fim de semana para que ela possa ver o impacto que teve sobre seus fãs. Ela chega ao local a tempo de vê-lo tocar com seu próprio arranjo, porém, ela percebe o quanto suas prioridades mudaram, e deixa o concerto para percorrer a cidade depois de finalmente entender o que realmente é importante.
Depois, Gretta visita Dan em seu apartamento, enquanto ele se prepara para voltar para casa, depois de ter feito as pazes com sua esposa. Ela lhe diz que não quer assinar com a gravadora e que quer distribuir o álbum online. Relutantemente, Dan concorda e pede ajuda a um de seus amigos, Troublegum (Cee Lo Green), um músico de rap popular, que ajuda a promover a liberação via Twitter. No dia seguinte, Saul despede Dan novamente e lhe informa que o álbum de Gretta vendeu 10 mil cópias em seu primeiro dia de lançamento.

## Elenco
- Keira Knightley como Gretta James, a compositora
- Mark Ruffalo como Dan Mulligan, um produtor musical
- Adam Levine como Dave Kohl, ex-namorado de Gretta e um músico de sucesso
- Catherine Keener como Miriam Hart, ex-esposa de Dan
- Hailee Steinfeld como Violet Mulligan, Filha de Dan e de Miriam
- James Corden como Steve, o melhor amigo de Gretta
- Cee Lo Green como Troublegum, um rapper de sucesso que foi descoberto por Dan
- Mos Def como Saul, parceiro de negócios de Dan

## Produção

### Desenvolvimento
John Carney já pensava na história vários anos antes de começar a escrever roteiro, em 2010. A história foi inspirada, em parte, por suas próprias experiências como músico em uma banda, e de sua impressão dos artistas e repertório e relações com executivos de gravadoras durante a década de 1990. Carney escreveu o roteiro, que foi inicialmente intitulado como Save Song Your Life?  antes de Glen Hansard e Gregg Alexander começarem a ajudá-lo a escrever as músicas; ele queria "trabalhar a música em torno da história, em vez do contrário." O estilo do roteiro, com canções como um elemento natural da história, foi inspirado no filme de 1954 A Star Is Born e também é empregado em filme anterior de Carney, Once, lançado em 2007. Judd Apatow foi o produtor, ao lado de Tobin Armbrust e Anthony Bregman. O filme teve um orçamento de 8 milhões de dólares.

### Escolha do elenco
Antes de lançar Keira Knightley como Gretta, Carney considerou lançar uma cantora pop, como Adele, no papel principal, bem como uma série de outras atrizes, incluindo Scarlett Johansson, que estava em um ponto ligado ao projeto. Knightley, que nunca havia cantado profissionalmente antes, preparou-se para o papel, tento aulas com um preparador vocal e um professor de violão. Mark Ruffalo foi a primeira escolha de Carney para o papel de Dan e concordou em estrelar o filme depois que lhe enviaram o primeiro rascunho do roteiro. O cantor Adam Levine também era a única pessoa que Carney imaginava como Dave, e ganhou o papel depois de conversarem pelo Skype; Ele se recusou a ser pago para aparecer no filme. Apesar de ter tipo pequenos papeis na televisão antes, Mesmo se nada der certo marcou o seu primeiro papel em um filme.  Carney conversou com James Corden para aparecer no filme depois de admirá-lo em uma produção da Broadway, One Man, Two Guvnors. Logo após, Hailee Steinfeld foi confirmada para o papel da adolescente problemática, Violet Mulligan.

### Filmagens
A fotografia principal do filme começou em Nova Iorque, no dia 2 de julho de 2012, e durou por 23 dias. Carney escolheu filmar em bairros menos conhecidos de Manhattan, que seriam mais reconhecidos por moradores do que turistas. Porém, pode se notar locais mais específicos, como Greenwich Village, o East Village, Times Square e Washington Square Park. Em vez de se apresentar ao vivo durante as filmagens, os atores cantaram músicas pré-gravadas, a fim de economizar dinheiro na contratação de uma equipe de filmagem e figurantes em algumas cenas.

## Trilha sonora
A trilha sonora foi lançada em 30 de junho de 2014 nos EUA, por pelo selos, ALXNDR de Gregg Alexander, 222 Records de Lavine, Polydor Records e Interscope Records. A maior parte das músicas do filme foi composta por Alexander com Danielle Brisebois, Nick Lashley, Rick Nowels e Nick Southwood. Algumas músicas foram escritas e compostas por Glen Hansard e Carney, e a maioria foi cantada por Knightley e Levine.

### Óscar
A música "Lost Stars", de Gregg Alexander e Danielle Brisebois, foi indicada ao Oscar 2015 e perdeu para "Glory", do filme Selma.

## Lançamento
Begin Again estreou em 7 de setembro de 2013 no Toronto International Film Festival, onde The Weinstein Company adquiriu os direitos de distribuição nos Estados Unidos para o filme, por sete milhões de dólares. Mais tarde, foi exibido no dia 26 de abril de 2014, na noite de encerramento do Tribeca Festival de Cinema. O título do filme foi mudado de Can Save Song Your Life? para Begin Again.

## Bilheteria
O filme recebeu um lançamento limitado nos Estados Unidos em 27 de junho de 2014, arrecadando cerca de 135 mil dólares em sua semana de estréia, e inaugurado em grande lançamento em 11 de julho. Ele foi relançado pela The Weinstein Company em 29 de agosto, mais perto para a temporada de premiações. Em geral, o filme arrecadou cerca de 63 milhões de dólares.

## Recepção
Begin Again recebeu críticas positivas dos críticos. No Rotten Tomatoes, o filme mantém uma classificação de 83%, com base em 143 avaliações, com uma classificação média de 6.9 / 10. Consenso do site diz: "O retorno do diretor e roteirista John Carney ao drama musical não é tão potente como foi com Once, mas graças a encantadora obra de seus leads bem combinado, Begin Again é difícil de resistir." No Metacritic, o filme tem uma pontuação de 62 em 100, com base nas avaliações dos críticos, indicando "avaliações favoráveis".